# Badhusparken, Mariehamn

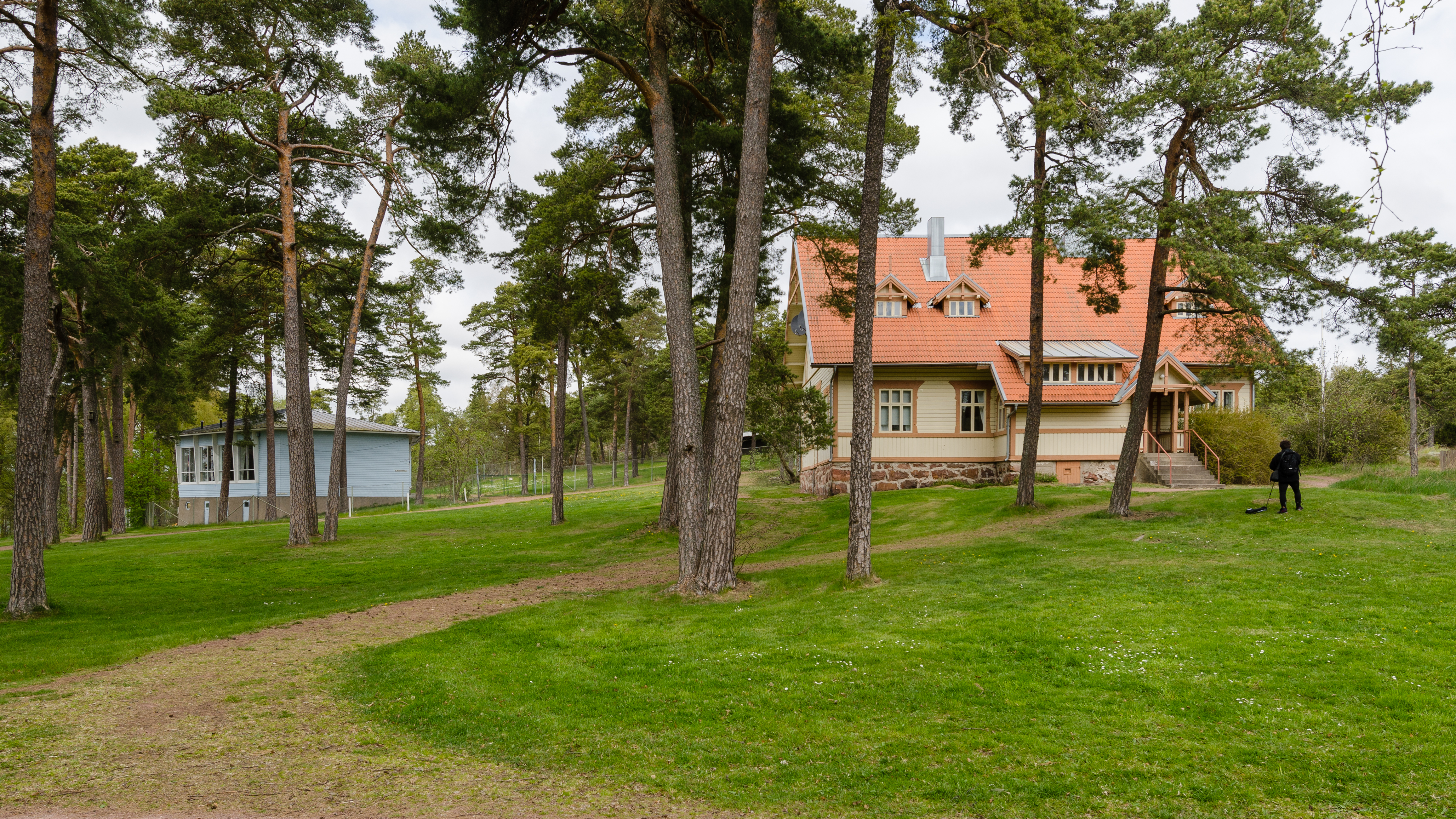
Badhusparken med Doktorsvillan till höger.

Badhusparken eller Engelska parken i Mariehamn på Åland är belägen söder om Badhusberget och intill Mariehamns Västerhamn.
Här ligger Badhuspaviljongen, Svenska Konsulatet, Doktorsvillan, Ålands sjöfartsmuseum och Pub Bastun. I Västerhamnen ligger museifartyget Pommern och Segelpaviljongen. På midsommarafton reses årligen en midsommarstång i parken.
Badhusparken har fått sitt namn från Badhusepoken som varade mellan 1889 och 1914.  Området var en populärt turistplats att resa till från närregionen.
Det var under den eran som Doktorsvillan ritades av arkitekt Lars Sonck och den blev byggd 1896 som läkar- och gymnastiklokaler till badanstalten. Sonck ritade även badhotellet som sedan brann ner 1916 
Efter satsningen på att utveckla en av Europas äldsta frisbeegolf banor till att bli en modern disc golf park 2019 Mariehamn Discgolfpark  och i samband med Företagarna på Ålands turist satsning Åland Disc Golf Island under pandemin, så har turisterna börjat hittat tillbaka till Badhusparken. DIscgolfparken blev utsedd 2020 till en av Europas populäraste disc golf banor. 